# Dvinà Septentrional
El Dvinà septentrional o Dvinà del Nord (rus: Се́верная Двина́) és un riu del nord de Rússia que discorre per la província de Vologda i l'óblast d'Arkhànguelsk fins a la Badia del Dvinà del Mar Blanc. Junt amb el riu Petxora a l'est, drena la major part del nord-est de Rússia fins a l'oceà Artic. No s'ha de confondre amb el Dvinà occidental. El seu cabal és de 3.332 m3 per segon. Desemboca prop d'Arkhànguelsk.

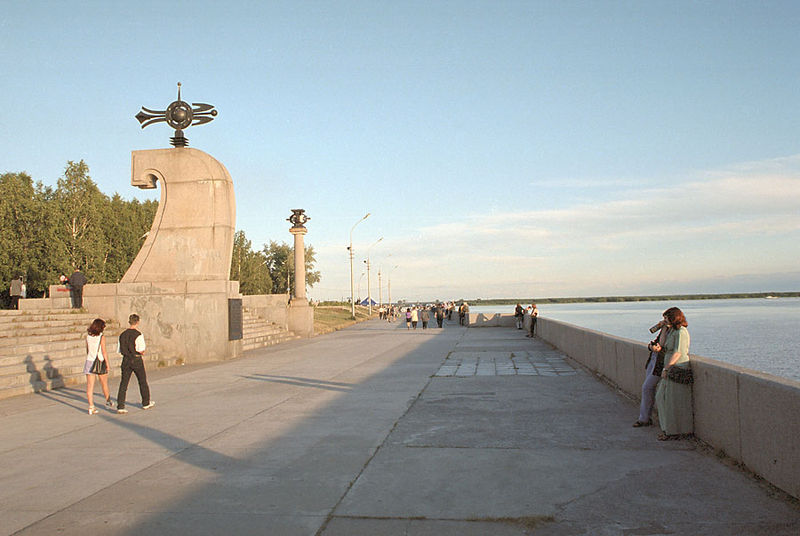
Moll del Dvinà Septentrional a Arkhànguelsk

Els principals afluents de la Dvinà Septentrional són el Riu Vítxegda (dreta), el Vaga (esquerra) i el Pinega (dreta).

## Etimologia
Segons el Diccionari Etimològic de Max Vasmer, el nom del riu ha estat pres del Dvinà Occidental. El topònim Dvinà no prové d'una llengua uràlica; tanmateix, el seu origen no és clar. Possiblement, és una paraula indoeuropea que solia significar riu o rierol.
En l'idioma Komi, el riu s'anomena Вы́нва / Výnva de vyn "poder" i va "aigua, riu", per tant, "riu poderós".

## Geografia física

### Conca fluvial
La longitud del Dvinà Septentrional és de 744 km. Juntament amb el seu afluent principal, el Sukhona, té 1.302 km de llarg: aproximadament tan llarg com el Rin a l'Europa central i occidental. L'àrea de la seva conca és 357.052 km² - aproximadament la mida de l'estat occidental de Montana als Estats Units. La conca fluvial del Dvinà Septentrional inclou les parts principals de les províncies de Vologda i d'Arkhangelsk, així com àrees a la part occidental de la República de Komi i a la part nord de l'óblast de Kírov, i àrees menors al nord de Iaroslavl i de l'óblast de Kostromà. Les ciutats d'Arkhànguelsk i Vólogda, així com moltes ciutats més petites, moltes d'importància històrica com Veliki Ústiug, Totma, Solvitxegodsk i Kholmogory, es troben a la conca fluvial del Dvinà Septentrional.
La conca del Dvinà Septentrional té aproximadament una forma de T. Els 558 km -el llarg riu Sukhona flueix cap a l'est i s'uneix a la conca del Riu Vítxegda que flueix a l'oest (1130 km de llarg). El riu combinat desemboca al nord-oest a la Mar Blanca, al qual s'uneix prop de la ciutat d'Arkhànguelsk.
El Sukhona flueix cap a l'est i es troba amb el Riu Iug que flueix al nord a Veliki Ústiug. El riu combinat, ara anomenat Dvinà Septentrional, flueix cap al nord uns 60 km i rep el Vítxegda que flueix a l'oest a Kotlas i després gira al nord-oest per desembocar al mar Blanc. El Sukhona-Vítxegda era una ruta de transport important d'est a oest, mentre que el nord de Dvinà-Iug era una ruta de nord a sud. La part superior de Sukhona està connectada pel canal del Dvinà Septentrional amb la via fluvial Volga-Bàltica, que uneix Sant Petersburg amb Moscou.

### Curs fluvial
El Sukhona flueix cap a l'est, finalment al nord-est, s'uneix al Iug que flueix al nord a Veliki Ústiug i agafa el nom de "Dvinà Septentrional". L'autopista P157 connecta Kostromà amb Kotlas a través de Nikolsk i Veliki Ústiug. Al nord de Veliki Ústiug, l'autopista passa pel marge esquerre de la Dvinà Septentrional. El riu flueix uns 60 km travessa al nord de l'oblast de Vologda a l'oblast d'Arkhangelsk, on a la ciutat de Kotlas rep el riu Vitxegda que flueix a l'oest que neix als Urals del nord. Atès que a la confluència la longitud del Vítxegda és més gran que la del Dvinà Septentrional, el riu entre la font i la confluència amb el Vítxegda es coneix de vegades com el Dvinà del Nord Menor (rus: Малая Северная Двина). Una mica aigües avall de la confluència, el Dvinà Septentrional és travessat pel ferrocarril que connecta Konosha amb Kotlas i Vorkutà.
El Dvinà Septentrional gira al nord-oest i rep una sèrie de rius més petits com l’Uftiuga i el Nizhnyaya Toima, tots dos del nord-est. Prop de l'assentament urbà de Bereznik, el Vaga arriba des del sud. En aquest punt, l’autopista M8 que va des de Moscou a través de Vologda fins a Arkhangelsk, també entra a la regió. El Iomtsa o Iemtsa s'uneix des del sud-est, amb l'autopista P1 (des de Kàrgopol) que va paral·lela. El Pinega, antigament una important ruta fluvial, s'uneix per l'est. Prop de la desembocadura del Pinega, el riu es divideix en diversos canals, entre els quals es troba l'antic selo de Kholmogory a 75 km al sud-est d'Arkhangelsk. Les branques es reuneixen i passen per la moderna ciutat forestal de Novodvinsk.
Aigües avall de Novodvinsk, comencen els 900 km² del delta fluvial. Aigües amunt del delta, es troba el gran port d'Arkhangelsk. A poc a poc va substituir Kholmogori com a ciutat principal de la regió. Al costat sud-oest del delta hi ha la base naval de Severodvinsk, la segona ciutat més gran de la regió. El delta acaba a la Badia del Dvinà del Mar Blanc.
El riu passa pel districte de Velikoustyugsky de l'oblast de Vologda i pels districtes de Kotlassky, Krasnsoborky, Verkhnetoyemsky, Vinogradovsky, Kholmogorsky i Primorsky de l'oblast d'Arkhangelsk. Tots els centres administratius d'aquests districtes es troben a la vora de la Dvinà Septentrional, ja que es van desenvolupar quan el riu era la principal via de transport de la regió.

### Ciutats situades al llarg de la Dvinà Septentrional
En direcció al delta:
- Veliki Ústiug
- Kotlas
- Novodvinsk
- Arkhànguelsk
- Severodvinsk, port marítim situat a l'oest del delta.

## Sistema fluvial del riu Dvinà Septentrional
El sistema fluvial del riu Dvinà Septentrional és un dels més importants de la Rússia europea. Els principals afluents del sistema es recullen a la taula que segueix, ordenats aigües avall, això, des de la font a la desembocadura.
| º      |        |           |                                        |                                        |                                        |                                        |                     |               |               |             |       |
| ------ | ------ | --------- | -------------------------------------- | -------------------------------------- | -------------------------------------- | -------------------------------------- | ------------------- | ------------- | ------------- | ----------- | ----- |
| Branca | Branca | km (boca) | Nom afluent                            | Nom afluent                            | Nom afluent                            | Nom afluent                            | Desembocadura       | Longitud (km) | Caudal (m³/s) | Conca (km²) | Tram  |
| —      | D      | 744       | riu Iug                                | riu Iug                                | riu Iug                                | riu Iug                                | Dvinà Septentrional | 574           | 292           | 35.600      | Fonts |
| —      | —      | —         | —                                      | riu Luza                               | riu Luza                               | riu Luza                               | Iug                 | 574           | 135           | 18.300      | Fonts |
| —      | —      | —         | —                                      | riu Puixma                             | riu Puixma                             | riu Puixma                             | Iug                 | 171           | 18            | 2.520       | Fonts |
| —      | —      | —         | —                                      | riu Xàrjenga                           | riu Xàrjenga                           | riu Xàrjenga                           | Iug                 | 183           | 14            | 1.500       | Fonts |
| —      | —      | —         | —                                      | riu Kítxmenga                          | riu Kítxmenga                          | riu Kítxmenga                          | Iug                 | 208           | 18,8          | 2.330       | Fonts |
| E      | —      | 744       | Sistema Súkhona—llac Kúbenskoie—Kúbena | Sistema Súkhona—llac Kúbenskoie—Kúbena | Sistema Súkhona—llac Kúbenskoie—Kúbena | Sistema Súkhona—llac Kúbenskoie—Kúbena | Dvinà Septentrional | 941           | 456           | 50.300      | Fonts |
| E      | —      | 744       | riu Súkhona                            | riu Súkhona                            | riu Súkhona                            | riu Súkhona                            | Dvinà Septentrional | 558           | 456           | 50.300      | Fonts |
| —      | —      | —         | —                                      | riu Úftiuga                            | riu Úftiuga                            | riu Úftiuga                            | Súkhona             | 134           | -             | 2.360       | Fonts |
| —      | —      | —         | —                                      | riu Leja                               | riu Leja                               | riu Leja                               | Súkhona             | 178           | -             | 3.550       | Fonts |
| —      | —      | —         | —                                      | riu Vólogda                            | riu Vólogda                            | riu Vólogda                            | Súkhona             | 155           | -             | 3.030       | Fonts |
| —      | —      | —         | —                                      | —                                      | llac Kúbenskoie                        | llac Kúbenskoie                        | Súkhona             |               | -             |             | Fonts |
| —      | —      | —         | —                                      | —                                      | —                                      | riu Kúbena                             | llac Kúbenskoie     | 368           | 52,2          | 11.000      | Fonts |
| —      | D      | 673       | riu Vítxegda                           | riu Vítxegda                           | riu Vítxegda                           | riu Vítxegda                           | Dvinà Septentrional | 1.130         | 1.160         | 121.000     | Dvinà |
| —      | —      | —         | —                                      | riu Vol                                | riu Vol                                | riu Vol                                | Vítxegda            | 174           | -             | 1.810       | Dvinà |
| —      | —      | —         | —                                      | Riu Víxera                             | Riu Víxera                             | Riu Víxera                             | Vítxegda            | 247           | -             | 8.780       | Dvinà |
| —      | —      | —         | —                                      | riu Vim                                | riu Vim                                | riu Vim                                | Vítxegda            | 499           | 196           | 25.600      | Dvinà |
| —      | —      | —         | —                                      | riu Iàrenga                            | riu Iàrenga                            | riu Iàrenga                            | Vítxegda            | 281           | 48,8          | 5.140       | Dvinà |
| —      | —      | —         | —                                      | riu Nem                                | riu Nem                                | riu Nem                                | Vítxegda            | 260           | 37,3          | 4.230       | Dvinà |
| —      | —      | —         | —                                      | riu Sévernaia Keltma                   | riu Sévernaia Keltma                   | riu Sévernaia Keltma                   | Vítxegda            | 155           | -             | 7.960       | Dvinà |
| —      | —      | —         | —                                      | riu Loktxim                            | riu Loktxim                            | riu Loktxim                            | Vítxegda            | 272           | -             | 6.600       | Dvinà |
| —      | —      | —         | —                                      | riu Síssola                            | riu Síssola                            | riu Síssola                            | Vítxegda            | 487           | 33            | 17.200      | Dvinà |
| —      | —      | —         | —                                      | riu Víled                              | riu Víled                              | riu Víled                              | Vítxegda            | 321           | 42,7          | 5.610       | Dvinà |
| —      | D      | boca      | riu Úftiuga                            | riu Úftiuga                            | riu Úftiuga                            | riu Úftiuga                            | Dvinà Septentrional | 236           | 37,5          | 6.300       | Dvinà |
| E      | —      | 543       | riu Àvniuga                            | riu Àvniuga                            | riu Àvniuga                            | riu Àvniuga                            | Dvinà Septentrional | 32            |               |             | Dvinà |
| —      | D      | boca      | riu Iorga                              | riu Iorga                              | riu Iorga                              | riu Iorga                              | Dvinà Septentrional | 159           |               | 1.660       | Dvinà |
| E      | —      | boca      | riu Iúmij                              | riu Iúmij                              | riu Iúmij                              | riu Iúmij                              | Dvinà Septentrional | 180           |               | 1.825       | Dvinà |
| E      | —      | 442       | riu Kódima                             | riu Kódima                             | riu Kódima                             | riu Kódima                             | Dvinà Septentrional |               |               |             | Dvinà |
| —      | D      | boca      | riu Nondrus                            | riu Nondrus                            | riu Nondrus                            | riu Nondrus                            | Dvinà Septentrional | 103           |               | 668         | Dvinà |
| E      | —      | 362       | Sistema Vaga—Ústia                     | Sistema Vaga—Ústia                     | Sistema Vaga—Ústia                     | Sistema Vaga—Ústia                     | Dvinà Septentrional | 730           | 384           | 44.800      | Dvinà |
| E      | —      | 362       | riu Vaga                               | riu Vaga                               | riu Vaga                               | riu Vaga                               | Dvinà Septentrional | 575           | 384           | 44.800      | Dvinà |
| —      | —      | —         | —                                      | riu Ústia                              | riu Ústia                              | riu Ústia                              | Vaga                | 477           | 92,4          | 17.500      | Dvinà |
| —      | —      | —         | —                                      | —                                      | riu Kókxenga                           | riu Kókxenga                           | Ústia               | 251           | 35            | 5.670       | Dvinà |
| —      | —      | —         | —                                      | riu Vel                                | riu Vel                                | riu Vel                                | Vaga                | 223           | 47,7          | 5.390       | Dvinà |
| —      | —      | —         | —                                      | riu Kuloi                              | riu Kuloi                              | riu Kuloi                              | Vaga                | 206           | 8,7           | 3.300       | Dvinà |
| —      | —      | —         | —                                      | riu Led                                | riu Led                                | riu Led                                | Vaga                | 184           | 16,7          | 1.450       | Dvinà |
| —      | —      | —         | —                                      | riu Pàdenga                            | riu Pàdenga                            | riu Pàdenga                            | Vaga                | 169           |               | 1.470       | Dvinà |
| —      | —      | —         | —                                      | riu Puia                               | riu Puia                               | riu Puia                               | Vaga                | 172           | 25            | 2.900       | Dvinà |
| —      | D      | 334       | riu Vàienga                            | riu Vàienga                            | riu Vàienga                            | riu Vàienga                            | Dvinà Septentrional |               |               |             | Dvinà |
| E      | —      | 241       | riu Iemtsa                             | riu Iemtsa                             | riu Iemtsa                             | riu Iemtsa                             | Dvinà Septentrional | 188           | 70            | 14.100      | Dvinà |
| —      | D      | 233       | riu Pukxenga                           | riu Pukxenga                           | riu Pukxenga                           | riu Pukxenga                           | Dvinà Septentrional |               |               |             | Dvinà |
| —      | D      | 137       | riu Pínega                             | riu Pínega                             | riu Pínega                             | riu Pínega                             | Dvinà Septentrional | 779           | 430           | 42.600      | Dvinà |
| —      | —      | —         | —                                      | riu Íleixa                             | riu Íleixa                             | riu Íleixa                             | Pínega              | 204           | -             | 2.250       | Dvinà |
| —      | —      | —         | —                                      | riu Iúla                               | riu Iúla                               | riu Iúla                               | Pínega              | 314           | -             | 5.290       | Dvinà |
| —      | —      | —         | —                                      | riu Pókxenga                           | riu Pókxenga                           | riu Pókxenga                           | Pínega              | 170           | 44            | 4.960       | Dvinà |
| —      | —      | —         | —                                      | riu Iójuga                             | riu Iójuga                             | riu Iójuga                             | Pínega              | 165           | -             | 2.850       | Dvinà |
| —      | —      | —         | —                                      | riu Viïa                               | riu Viïa                               | riu Viïa                               | Pínega              | 181           | -             | 2.710       | Dvinà |

## Navegació i canals

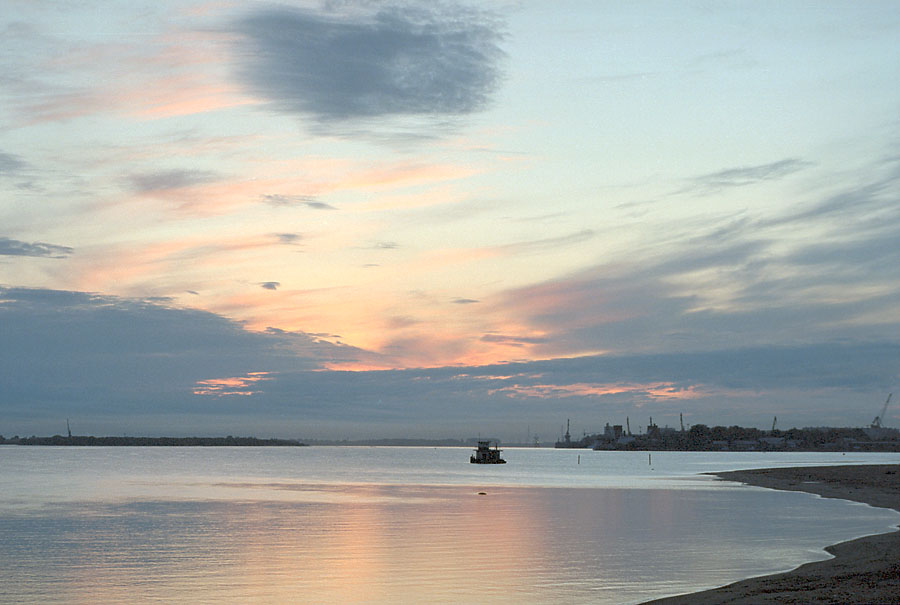
Vista des d'Arkhànguelsk, Rússia

A l'estiu, tota la longitud del riu és navegable i s'utilitza molt per fer ràfting de fusta. El canal de Dvinà Septentrional el connecta amb la via fluvial Volga-Bàltica. Al segle xix, un canal Ekaterininsky del Nord de curta durada, ara abandonat, connectava també la conca de Dvinà Septentrional amb la conca de Kama. Entre 1926 i 1928 es va construir un canal que connectava el Pinega, un dels principals afluents del Dvinà Septentrional, amb el Kuloy, però actualment el canal està força abandonat.
La navegació comercial pesada de passatgers ha desaparegut en gran manera i només queden línies locals de passatgers. La línia de passatgers que connecta Kotlas i Arkhangelsk ha estat fora d'operació des de 2005.

## Història

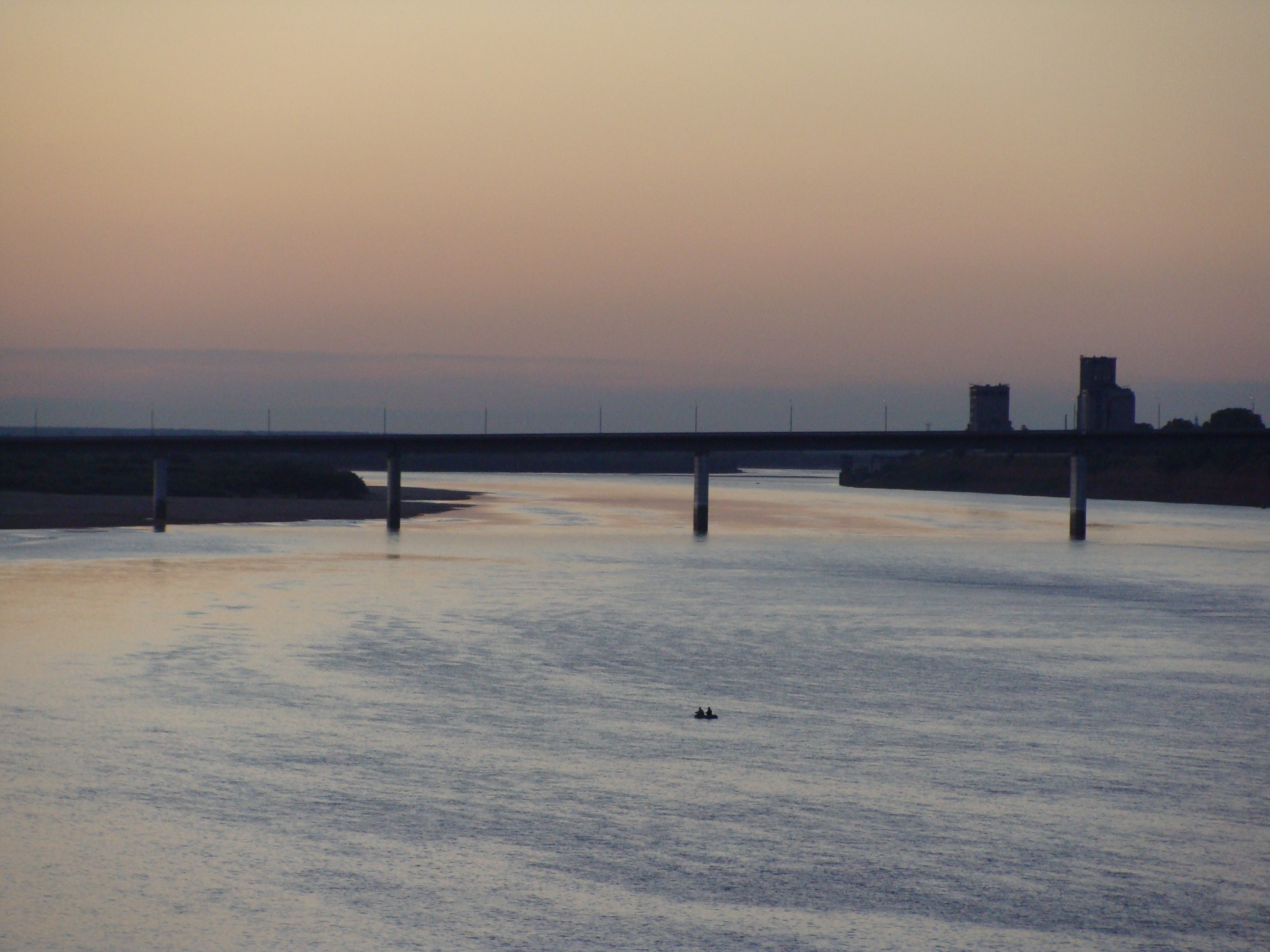
Dvinà Septentrional a la ciutat de Kotlas. La imatge està feta des del pont del ferrocarril; davant, hi ha el pont de l'autopista

La zona va ser poblada per pobles finnis i després colonitzada per la República de Nóvgorod. L'única excepció va ser Veliki Ústiug, que formava part del Principat de Vladímir-Súzdal. La resta de la conca del Dvinà Septentrional estava controlada per Novgorod. Veliki Ústiug ha estat esmentat per primera vegada a les cròniques l'any 1207, Xénkursk; el 1229, Solvitxegodsk es va fundar al segle XIV. Al segle xiii els comerciants de Nóvgorod ja van arribar al mar Blanc. La zona era inicialment atractiva pel comerç de pells. La via fluvial principal de Nóvgorod a la Dvinà Septentrional era al llarg del Volga i el seu afluent, el Xeksnà, al llarg del riu Slavianka fins al llac Nikolskoye, després els vaixells es van portar per terra fins al llac Blagoveshchenskoye, des d'allà riu avall al llarg del riu Porozovitsa fins al llac Kubenskoye i més enllà del Sukhona i el Dvinà Septentrional.
Des del Dvinà Septentrional, hi havia diverses vies d'accés a la conca del Mezen (des d'on els comerciants podien arribar a la conca del Petxora i l'Obi). Una era riu amunt del Vítxegda i el Iarenga, i per terra al Riu Vaixka. Un altre era riu amunt del Vítxegda, el Vym, el Yelva, després per terra fins a l'Irva i al Mezen. Altres dues opcions incloïen anar amunt del Pinega i després per terra fins al Kuloy i al Mezen, o utilitzar el Pukshenga i el Pokshenga per arribar al Pinega, i després des del Yozhuga agafar vaixells per terra fins al Zyryanskaya Yezhuga i el Vashka. Des del Vítxegda, els comerciants també podien arribar directament a la conca del riu Petxora a través del Cheria i l’Izhma, o el Milva.
A partir del segle xiv, Kholmogory va ser el principal port comercial del Dvinà Septentrional, però al segle XVII va perdre aquesta distinció a Arkhangelsk (tot i que la seu de l’Eparquia de Kholmogory i Vaga, des de 1732 coneguda com a Eparquia de Kholmogory i Archangelogorod, que tenia jurisdicció sobre tot el nord de Rússia, inclòs el monestir de Solovetsky, es va localitzar a Kholmogory fins al 1762. Fins a la dècada de 1700, Arkhangelsk era el principal port comercial per al comerç marítim de Rússia i l'Europa occidental, i el Dvinà Septentrional era la principal ruta comercial que connectava la Rússia central amb Arkhangelsk. Pere el Gran va canviar dràsticament la situació, en fundar Sant Petersburg el 1703, obrint així el camí al comerç del mar Bàltic, i en construir l'autopista entre Sant Petersburg i Arkhangelsk via Kargopol. El riu va perdre ràpidament el seu paper com a principal ruta comercial, que es va accelerar amb la construcció del ferrocarril entre Vologda i Arkhangelsk entre 1894 i 1897.
El Dvinà Septentrional va ser escenari de diverses batalles durant la Guerra Civil russa, moltes de les quals van implicar l'exèrcit intervencionista de l'Entente com a part de la seva campanya de Rússia del Nord. Una flotilla especial del Dvinà Septentrional va existir durant la Guerra Civil.

## Galeria

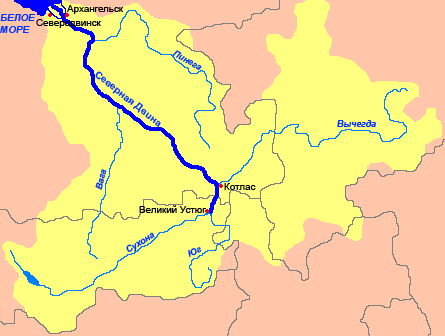
Mapa del riu Dvinà septentrional.
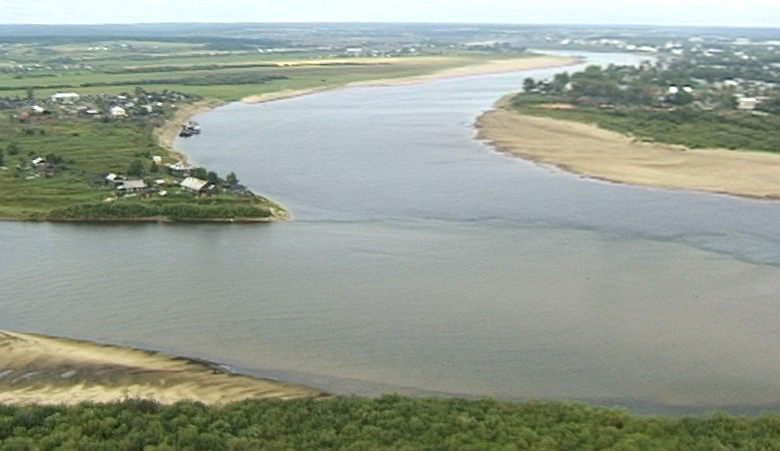
Dvinà septentrional en la seva confluència amb el riu Yug i el Sukhona.
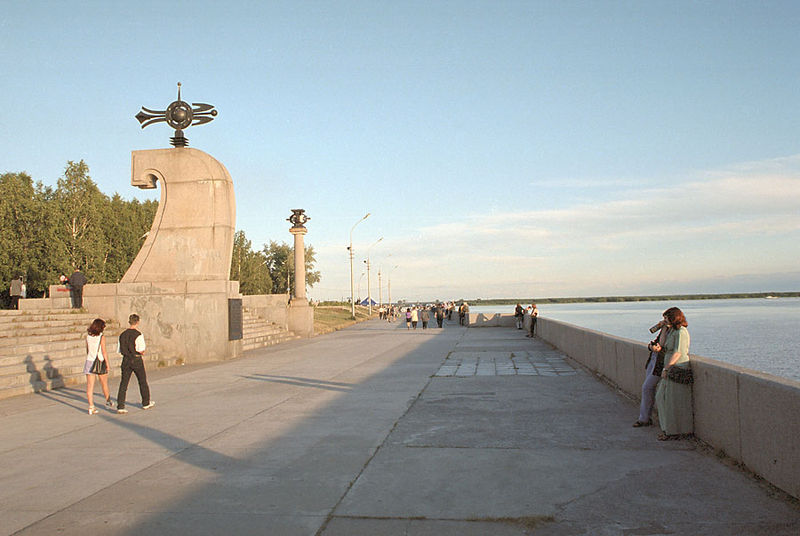
el riu a Arkhànguelsk.

## Bibliografiа addicional
- Плечко, Л. А.. Физкультура и спорт.  (en rus), 1985 [Consulta: 3 abril 2018]. Arxivat 2011-09-25 a Wayback Machine.
- Фасмер, Макс. Архивирана копија (en rus), p. 161 [Consulta: 3 abril 2018]. Arxivat 2017-04-17 a Wayback Machine.
- Great Soviet Encyclopedia. Северная Двина.
- Плечко, Л. А.. Физкультура и спорт.  (en rus), 1985 [Consulta: 21 març 2018]. Arxivat 2011-09-25 a Wayback Machine.
- Фасмер, Макс. Архивирана копија (en rus), p. 686 [Consulta: 21 març 2018]. Arxivat 2017-02-24 a Wayback Machine.
- Great Soviet Encyclopedia. Сухона (река).
- Фасмер, Макс.  (en rus), p. 161.
- Richard C. Frucht; Purs, Aldis. ABC-CLIO. Latvia, 2005, p. 115. ISBN 9781576078006 [Consulta: 1r agost 2009].
- Encyclopædia Britannica (en anglès). 11a ed, 1911.
- Jordan, Robert Paul «When The Rus Invaded Russia... Viking Trail East». National Geographic, 3, 3-1985, pàg. 278–317. ISSN: 0027-9358. OCLC: 643483454.
- Thomas Schaub Noonan. The Dnieper Trade Route in Keivan Russia (900-1240 A.D.), 1965.
- Thomas Schaub Noonan. University Microfilms. The Dnieper Trade Route in Kievan Russia (900-1240 A.D.), 1967.